# Prescottia densiflora
Prescottia densiflora là một loài thực vật có hoa trong họ Lan. Loài này được (Brongn.) Lindl. miêu tả khoa học đầu tiên năm 1841.